# توم شو
توم شو (بالإنجليزية: Tom Shaw)‏ (1 ديسمبر 1986 بنوتنغهام في المملكة المتحدة - ) هو لاعب كرة قدم بريطاني في مركز الوسط. شارك مع منتخب إنجلترا لكرة القدم C ‏. أما مع النوادي، فقد لعب مع روشدين ودايموندز وكامبريدج يونايتد ونوتينغهام فورست وAlfreton Town F.C. ‏ ونادي كيدرمينستر هاريرز لكرة القدم ونادي مانسفيلد تاون ونونيتون بورو ‏ ونادي تاموورث وChester F.C. ‏ ورجبي تاون.

## وصلات خارجية
- توم شو على موقع قاعدة بيانات كرة القدم.إي يو (الإنجليزية)
- توم شو على موقع Soccerbase.com (لاعب) (الإنجليزية)
- توم شو على موقع Soccerway.com (الإنجليزية)